# سامانتا ماری (تنیس‌باز)
 سامانتا مورای (انگلیسی: Samantha Murray؛ زاده ۹ اکتبر ۱۹۸۷) یک تنیس‌باز اهل بریتانیا است.